# Abd al-Rahman ibn Nasir al-Sa'di
ʿAbd al-Raḥmān ibn Nāṣir al-Saʿdī (in arabo عبد الرحمن بن ناصر السعدي‎?; 'Unayza, 8 settembre 1889 – 1956) è stato una personalità religiosa saudita.

## Biografia
ʿAbd al-Raḥmān ibn Nāṣir al-Saʿdī è nato nella città saudite di ʿUnayza, nella provincia di al-Qasim  l'8 settembre 1889 (12 Muharram 1307H). Sua madre è morta quando aveva 4 anni e suo padre quando ne aveva 7.

È stato cresciuto dalla sua matrigna fino a quando non è diventato abbastanza grande per vivere con suo fratello.
Da bambino era famoso per la sua intelligenza e ha memorizzato il Corano all'età di 11 anni. Anche dopo la memorizzazione del Corano ha continuato a cercare la conoscenza dai sapienti della sua città, così come da quelli che passavano per la città, acquisendo esperienza nelle varie scienze islamiche.

## Carriera

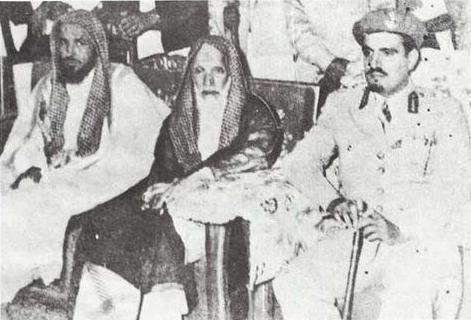
ʿAbd al-Raḥmān ibn Nāṣir al-Saʿdī e Mish'al bin Abd al-Aziz Al Sa'ud nel 1953.

All'età di 23 anni è diventato un insegnante. Era considerato un esperto in Fiqh e Usul al-fiqh. Fin dall'inizio ha aderito alla scuola hanbalita, così come i suoi insegnanti. Ha studiato molto i lavori di Ibn Taymiyya e di Ibn Qayyim al-Jawziyya ma, procedendo negli studi, non si è limitato solamente alla scuola hanbalita. Era anche un esperto di Tafsīr (esegesi coranica), ha letto molti libri di Tafāsīr (pl. di Tafsīr) e li ha studiati con i suoi insegnanti, fino a scrivere un Tafsīr egli stesso.

## Maestri e discepoli
I suoi Maestri sono stati:
- Muḥammad Amīn al-Shinqītī
- ʿAlī Nāṣir Abū Wadaye
- Ṣāliḥ ibn ʿUthmān al-Qāḍī
- Muḥammad ibn ʿAbd al-Karīm al-Shiblī

I suoi discepoli sono stati:
- Shaykh Muhammad ibn al-Uthaymin
- ʿAbd Allāh ibn ʿAbd al-ʿAzīz ibn ʿAqīl
- ʿAlī ibn Zamal Aslaym
- ʿAlaʾ al-Dīn Kujab Qadās
- Rūzbehan Nūrbakhsh
- ʿAbd Allāh al-Bassām

## Le sue opere
Tra i libri ed i trattati scritti da al-Saʿdī vi sono:
1. Tafsīr al-Karīm al-Rahmān fī Tafsīr al-Qurʾān' - Tafsīr del Corano - Il suo lavoro più famoso
2. Manhaj al-Ṣālihīn
3. al-Qawāʾid wa l-Uṣūl al-Jāmiʿa wa l-Furuq wa l-Taqāsīm al-Badi'a al-Nāfiʿa - Spiegazione dei principi di Uṣūl al-Fiqh
4. Hāshiya Fiqhiyya
5. Dīwān Khutab
6. al-Qawāʾid al-Ḥisān
7. Tanzīh al-Dīn
8. Radd ʿalā al-Qasīmī
9. al-Brānsi Wāghir wa-Jinna
10. al-Ḥaqq al-Waḍih al-Mubayyin
11. Bahjat Qulūb al-Abrār
12. al-Riyāḍ al-Nāḍira
13. al-Durrat al-Fākhira - La perla squisita

## Morte
Al-Saʿdī è morto all'età di 69 anni nel 1956 per complicazioni derivanti da una malattia non identificata della quale soffriva da cinque anni. È stato sepolto nella città di ʿUnayza; la sua preghiera funebre è avvenuta dopo la preghiera del Ẓuhr (mezzogiorno) nella Grande Moschea di quella città, con numerose persone presenti.